# Brachymeria tibialis
Brachymeria tibialis är en stekelart som först beskrevs av Walker 1834.  Brachymeria tibialis ingår i släktet Brachymeria och familjen bredlårsteklar. Inga underarter finns listade.